# Acanthochlamys
Acanthochlamys, monotipski biljni rod iz porodice velocijevki (Velloziaceae). Jedina vrsta je Acanthochlamys bracteata, koja je opisana je tek 1980.godine. Kineski je endem iz Sichuana. Pao Chun Kao ju je 1989. klasificirao vlastitoj porodici Acanthochlamydaceae .
Rastu na planinama Hengduan

## Opis
Višegodišnja zeljasta biljka; rizom kratak; korijenje gusto, tanko i dugo, vlaknasto; Cvjetne stabljike su uspravne, jednostavne, nešto kraće od listova. Cvjetovi hermafroditni, aktinomorfni. Prašnici umetnuti nasuprot cvjetnim segmentima, vanjski su malo veći od unutarnjih i pričvršćeni blizu sredine cjevčice perijanta; unutarnje pričvršćene na dnu unutarnjih perijantnih segmenata i s kratkim nitima; prašnici gotovo dorzifični, lokule 2, paralelne. Jajnik donji; ovula mnogo. Stil stupast; stigma (2 ili)3-režnjevita. Plodna čahura, koso lancetasta, blago 3-kutna, kljunasta. Sjemenke brojne, elipsoidne.